# За збереження народних традицій
«За збереження народних традицій» — відомча заохочувальна відзнака Міністерства культури і туризму України.

## Нагородження
Нагороджуються майстри та творчі колективи з п'яти різних видів народного мистецтва, що дотримуються естетичних форм, застосовують автентичні матеріали та технології при виготовленні творів, діяльність яких сприяє збереженню та відродженню традиційних видів народного мистецтва, його популяризації.
Рішення  про  нагородження  Нагрудним  знаком  приймається колегією  Міністерства  культури  і  туризму України  спільно  із секретаріатом  Національної  спілки  майстрів  народного мистецтва України.
Майстрам (творчим колективам), нагородженим Нагрудними знаками, видається одноразова грошова винагорода.
Повторне нагородження Нагрудним знаком не проводиться.

## Опис
Виготовляється із жовтого металу і має форму овалу, у центрі якого на тлі картуша синьої емалі вміщено восьмикутну зірку білої емалі із зображенням старослов'янського декоративного орнаменту. У нижній частині картуша вміщено стрічку білої емалі з написом «За збереження народних традицій».
З лівого боку картуш прикрашено зображенням калинової гілки з кетягами, з правого — лаврової гілки.
Розмір відзнаки: довжина — 45 мм, ширина — 42 мм.
Усі зображення і написи рельєфні, волюти картуша, пружки зірки та картуша — з жовтого металу.
Зворотний бік нагрудного знака плоский з написом «Міністерство культури і туризму України» та застібкою для прикріплення нагрудного знака до одягу.

## Розміщення
Нагрудний знак носиться з правого боку грудей і розміщується нижче знаків державних нагород України.